# 타네티 마마우
타네티 마마우(영어: Taneti Maamau, 1960년 9월 16일 ~ )는 키리바시의 정치인이자 키리바시의 제6대 대통령(재임: 2016년 3월 11일 ~ 현재)이다.

## 생애
테부로로 티토 전 대통령의 지지자 가운데 한 사람으로서 테부로로 티토 정부 시대에 키리바시 재무부 장관을 역임했다. 아노테 통 정부 시대에는 야당 대표를 역임했다. 2015년 12월에 실시된 키리바시 총선거에서 자신의 고향인 오노토아 선거구 후보로 출마하여 당선되었다.
2016년 3월 9일에 실시된 키리바시 대통령 선거에서 야당이었던 키리바시 포용당 후보로 출마하여 당선되었고 키리바시의 외무장관을 겸임했다. 2019년 9월에 키리바시 정부가 타이완과의 외교 관계를 단절하고 중국과 수교하기로 결정하면서 그가 속한 정당은 2020년 4월에 실시된 키리바시 총선거에서 야당에 다수당 자리를 내줬다. 그러나 2020년 6월 22일에 실시된 키리바시 대통령 선거에 출마하여 재선에 성공했다.
| 전임 아노테 통 | 제6대 키리바시의 대통령 2016년 3월 11일 ~ 현재 | 후임 (현임) |